# Euploea situta
Euploea situta är en fjärilsart som beskrevs av Van Eecke 1915. Euploea situta ingår i släktet Euploea och familjen praktfjärilar. Inga underarter finns listade i Catalogue of Life.